# Radio FM
Radio FM var en långlivad piratradiostation som sände i Stockholm från premiären på julafton 1978 fram till 10-årsjubileet annandag jul 1988. Huvuddelen av sändningarna bestod av soul- och funkmusik som varvades med DJ:s, sketcher och ett budskap för fri radio och TV.
Sändningarna skedde med en hembyggd sändare som vid gynnsamma förhållanden hade en räckvidd av cirka två mil, sändningeffekten var cirka 25 watt. Eftersom sändningarna var olagliga och Televerket och polis ofta jagade piraterna flyttade man helt enkelt runt sändaren från vecka till vecka.
I februari 1982 fick Radio FM stor uppmärksamhet i TV:s Magasinet och Expressen vilket ledde till att myndigheterna intensifierade pejlingen efter piraterna som nu skulle stoppas till varje pris.
Radio FM återkom under åren sporadiskt och sände sin sista sändning tio år och två dagar efter starten.

## Källhänvisningar
1. ↑  "Johan Antus – Radio FM (1978)". Arkiverad 24 augusti 2014 hämtat från the Wayback Machine. Antus.org. Läst 21 augusti 2014.